# Померли в липні 2015
|  | Службовий список статей, створений для координації робіт з розвитку теми. Це попередження не встановлюється на інформаційні списки і глосарії. |

### 31 липня
- Родді Пайпер (Родерік Тумбс), 61, канадський професійний реслер і актор.[недоступне посилання з липня 2019]

### 30 липня
- Лінн Андерсон, 67, американська кантрі-співачка («(I Never Promised You A) Rose Garden»); серцевий напад.

### 29 липня
- Жилінський Дмитро Дмитрович, 88, російський радянський художник.
- Лапшин Володимир Германович, 60, український фотограф, видатний художник міжнародної асоціації фотографічного мистецтва (EFIAP).

### 28 липня
- Ян Кульчик, 65, польський підприємець, власник фірми «Kulczyk Holding» та міжнародної інвестиційної групи компаній «Kulczyk Investments».
- Едуард Натапеї, 61, політичний діяч, три рази займав посаду прем'єр-міністра Вануату.

### 27 липня
- Абдул Калам, 83, 11-й президент Індії (з 25 липня 2002 по 25 липня 2007).

### 26 липня
- Річард Басс, 85, американський альпініст, колишній власник гірськолижного курорту «Сноуборд», перша людина у світі, яка підкорила усі «Сім вершин» — найвищі вершини всіх частин світу.
- Пічул Василь Володимирович, 54, російський кінорежисер; рак.

### 25 липня
- Богачик Сергій Анатолійович, 76, український футболіст, організатор і тренер.
- Попов Юрій Васильович, 75, артист Полтавського обласного музично-драматичного театру імені М. В. Гоголя (з 1963), народний артист України (2001).

### 21 липня
- Едгар Лоренс Доктороу, 84, американський письменник-романіст, автор романів «Регтайм» і «Біллі Батгейт».
- Євстратов Віталій Олексійович, 84, доктор технічних наук, професор Харківського політехнічного інституту, академік УАН.
- Дік Наннінга, 66, нідерландський футболіст, срібний призер Чемпіонату світу з футболу 1978 року.
- Омельянович Сергій Леонідович, 37, український футболіст, бронзовий призер юнацького (U-16) чемпіонату Європи 1994 року.

### 19 липня
- Прозуменщикова Галина Миколаївна, 66, українська радянська спортсменка, олімпійська чемпіонка з плавання (1964; була першою радянською спортсменкою, що завоювала олімпійське золото у цьому виді спорту).
- Селезньов Геннадій Миколайович, 67, радянський і російський політичний і державний діяч, голова Держдуми РФ другого і третього скликань (1996–2003).

### 18 липня
- Арташонов Ігор Геннадійович, 51, відомий російський актор; тромб.

### 17 липня
- Жуль Б'янкі, 25, французький автогонщик Формулі-1 (2013–2014); помер внаслідок черепно-мозкових травм, отриманих на Гран-прі Японії 5 жовтня 2014 року.

### 15 липня
- Бурий Валентин Дмитрович, 65, актор сумського Театру юного глядача; режисер, перекладач; Народний артист України.
- Вань Лі, 98, китайський політик, голова Всекитайських зборів народних представників (1988–1993).

### 14 липня
- Ілдіко Шварценбергер, 63, угорська фехтувальниця, олімпійська чемпіонка (1976).

### 13 липня
- Мартін Вест, 77, англійський філолог, фахівець з класичної філології, теоретик музики.

### 12 липня
- Арцибашев Сергій Миколайович, 63, російський актор, народний артист Росії, творець і художній керівник Російського державного театру на Покровці (Москва); карцинома.
- Тенцзін Делек Рінпоче, 64—65, тибетський монах, китайський політичний в'язень; помер у в'язниці.
- Снітко Євген Миколайович, 76, радянський український футболіст, нападник.

### 11 липня
- Безніско Євген Іванович, 77, український графік, народний художник України (2013), лауреат Шевченківської премії (2006).
- Боян Удович, 57, югославський (словенського походження) велогонщик словенського походження, учасник літніх Олімпійських ігор 1980 року.

### 10 липня
- Джон Вікерс, 88, канадський героїчний тенор.
- Ніколаєв Андрій Анатолійович, 42, український хокеїст.
- Омар Шариф, 83, єгипетський кіноактор, сценарист і кінорежисер, відомий гравець у бридж та автор книг із цієї тематики.

### 9 липня
- Геніїва Катерина Юріївна, 69, російський бібліотекар, директор Всеросійської державної бібліотеки іноземної літератури (з 1993).
- Добрунов Костянтин Володимирович, 56, головний режисер Донецького академічного обласного російського драматичного театру (Маріуполь, з 2000).

### 8 липня
- Месель Григорій, 93, канадський, потім австралійський фізик українського походження, професор фізики і голова фізичної школи університету міста Сідней (1952–1987).

### 7 липня
- Марія Баррозу Суареш, 90, колишня перша леді Португалії, член-засновник соціалістичної партії країни, відома акторка театру та кіно.

### 4 липня
- Неделчо Беронов, 86, болгарський юрист, політик і суддя Конституційного суду.

### 2 липня
- Король Петро Кіндратович, 74, український важкоатлет, олімпійський чемпіон, світовий рекордсмен.
- Владіслав Левицький, 30, український співак; ДТП.

### 1 липня
- Ніколас Вінтон, 106, британський філантроп, напередодні Другої світової війни організував порятунок 669 дітей (переважно єврейського походження).
- Ядов Володимир Олександрович, 86, російський соціолог.